# Via Gestiona Radio Galicia
Via Gestiona Radio fue una radio local, asociada de Gestiona Radio. Emitió en Vigo, Condado, y Pontevedra así como en el Norte de Portugal. Su programación era de corte generalista. La cadena pertenecía al grupo de comunicación vigués VíaRTV, junto con Vía Radio y Vía Televisión.

## Ubicación

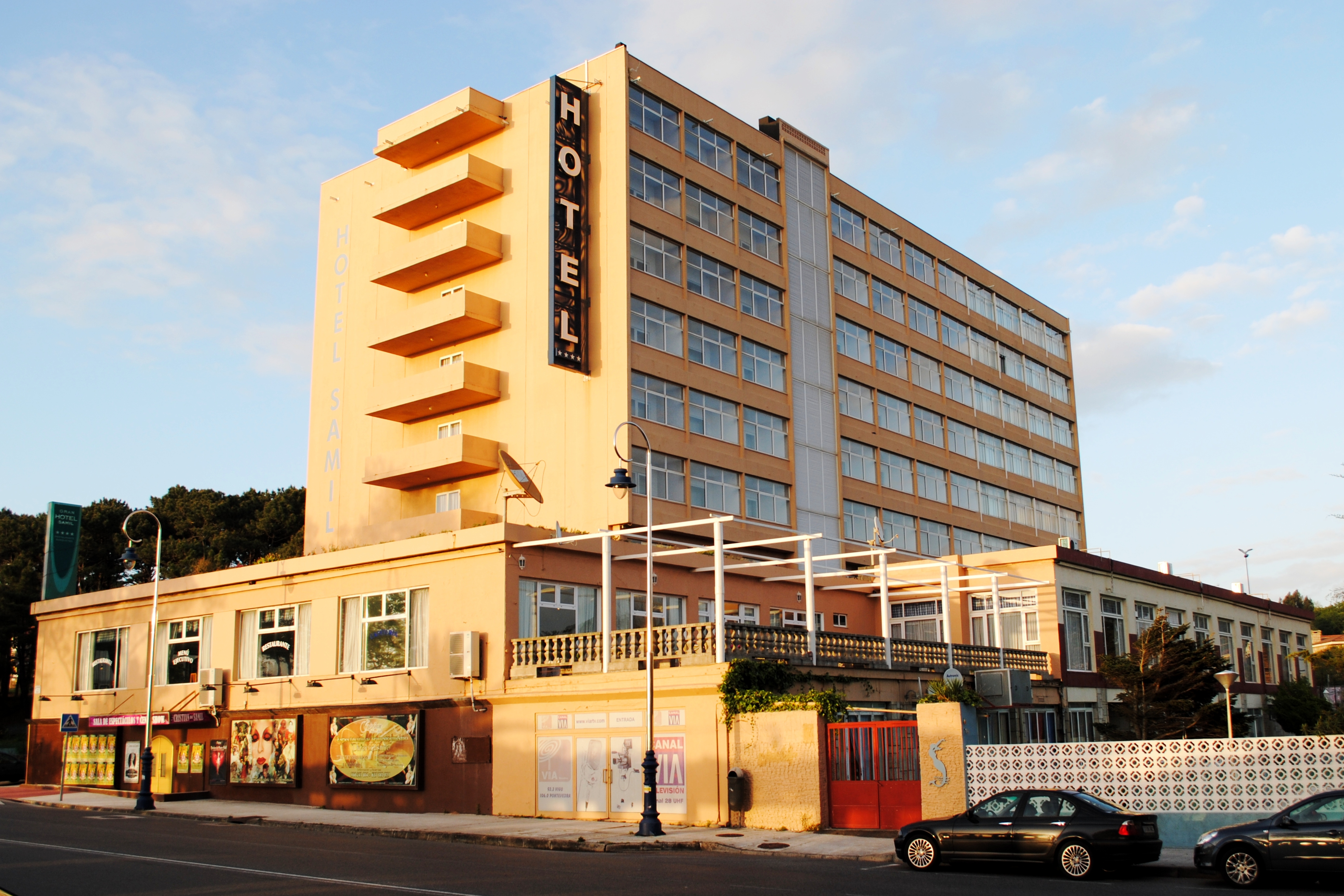
Sede de Viartv

Los estudios y oficinas de Via Gestiona Radio se encontraban en la Avenida de Samil, en Vigo. Bajo el Gran Hotel Samil.

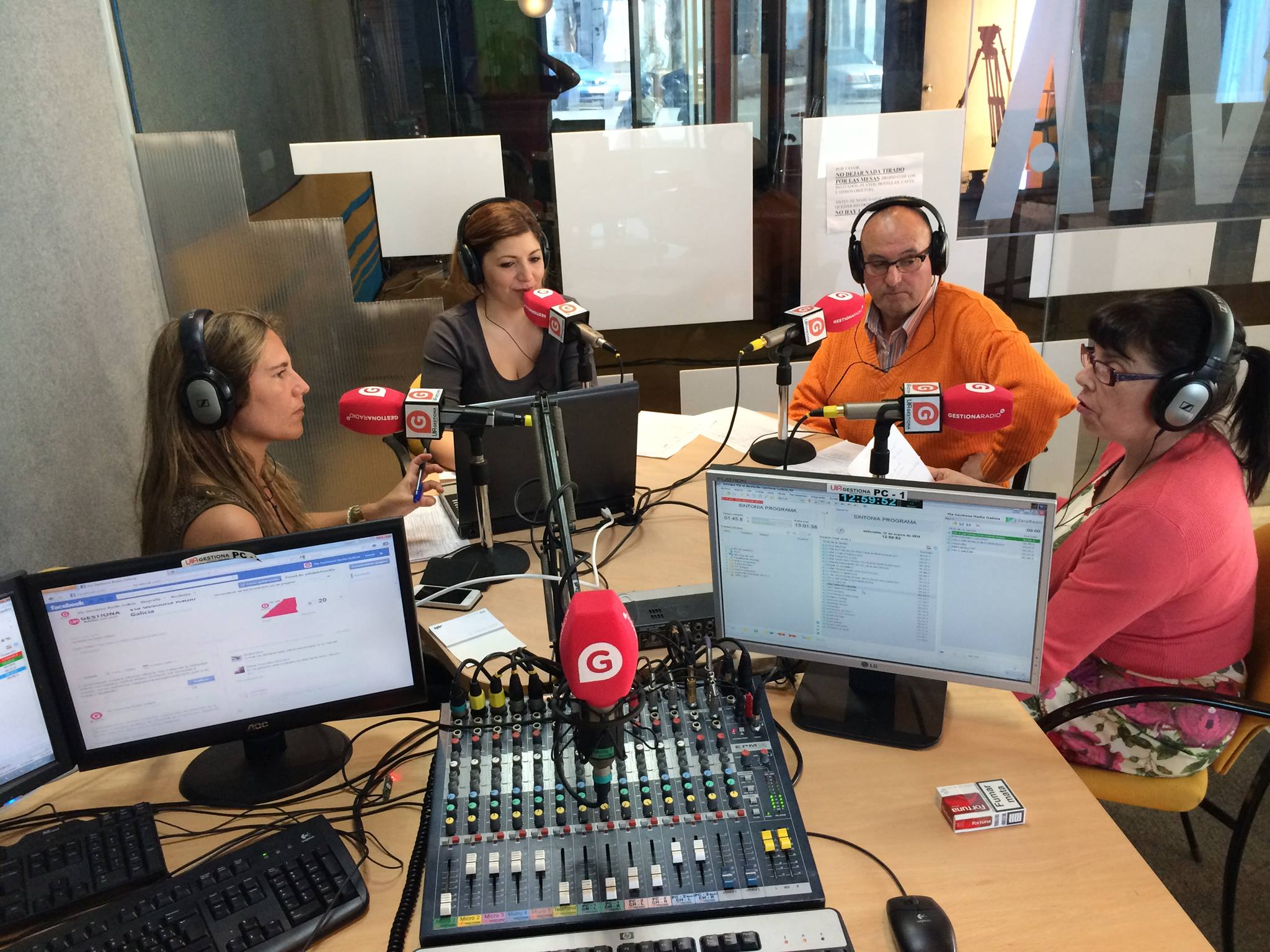
Instalaciones Via Gestiona Radio Galicia

## Eslóganes
- Toda la información de Pontevedra
- La información más cercana de Pontevedra.

## Sintonización
Vía Gestiona Radio emitía a través de la FM en Vigo (94.4 FM), en Pontevedra (94.3 FM), y en o Condado (98.5 FM). 

## Enlaces
- Página web oficial de ViaRTV Archivado el 3 de septiembre de 2011 en Wayback Machine.